# Lemvig Gymnasium
Lemvig Gymnasium er et alment gymnasium, handelsskole, eux og eud med placering i Lemvigs sydvestlige ende.
Gymnasiet har omkring 400-500 elever (ved skolestart 2017) og har 37 lærere (2007). Derudover er der 14 øvrige ansatte (2007). Nuværende rektor (2014) er Bo Larsen.

## Studieretninger
Lemvig Gymnasium er sammensat med handelsskole, eux og eud.
Gymnasiet har, efter den nye reform, 6 studieretninger:
STX -
- Matematisk (med matematik, fysik og kemi)
- Bioteknologisk (med bioteknologi, matematik og fysik)
- Biologisk (med biologi, matematik og kemi)
- Musisk (med musik, matematik og naturgeografi/biologi)
- Samfundsfaglig (med samfundsfag,matematik og naturgeografi/biologi)
- Sproglig-humanistisk (med engelsk, samfundsfag og naturgeografi med tysk eller fransk)
- Tresproglig (med engelsk, tysk og fransk/spansk)

HHX -
- Marketing (med virksomhedsøkonomi, afsætning, engelsk, tysk/spansk/fransk)
- Økonomi (med virksomhedsøkonomi, international økonomi, engelsk, tysk/spansk/fransk)
- Innovation (innovation, afsætning, engelsk, tysk/spansk/fransk)

## Fag
Ud over studieretningen kan man vælge følgende valgfag (2007):
- Astronomi
- Billedkunst
- Biologi
- Datalogi
- Engelsk
- Erhvervsøkonomi
- Filosofi
- Fransk
- Fysik
- Idræt
- Kemi
- Latin
- Matematik
- Musik
- Naturgeografi
- Teknologi
- Tysk
- Virksomhedsøkonomi
- International økonomi
- Innovation
- Informatik

## Efter skoletid
Efter skoletid er mulighederne mange, især lige op til en weekend.

### Café Suna
Café Suna er skolens fredagscafé hvor skolens elever mødes og snakker om alt muligt forskelligt. Der er ligeledes gode muligheder for at møde andre elever, end dem man lige plejer at snakke med normalt. Til caféen kan man købe noget at drikke (typisk kaffe, øl osv.) og noget at spise (som kage eller chips).
Folkene der står for det er 3.g'ere og typisk 4-5 stykker. De står for at sælge mad/drikke og står for underholdning som kan spænde over alt fra kærlighedspanel til drikkekonkurrence, hvor der tages frivillige deltagere op.
Navnet "Suna" er et par år gammel og kommer sig af, at navngiverne egentlig gerne ville kalde det "anus", da caféen foregår i Hullet (som er samlingssted for morgensamlinger, foredrag og meget andet), men det måtte de ikke. Derfor stavede de anus bagfra og det blev så til "Suna". Eller populært sagt: Suna – anus taget bagfra.

### FLOS-fester
Gymnasiefesterne, også kaldet FLOS-fester, er yderst populære og tiltrækker mange folk udefra. En typisk FLOS-fest starter omkring kl. 19 og slutter ved midnat, hvorefter størstedelen af deltagerne fra festen tager videre ned i byen.
FLOS-udvalget står for gymnasiefesterne – der vælges én FLOS-repræsentant fra hver klasse.

## Statistik
Her er statistik over lærere og elever ved skolestart de forskellige år.
|      | Elever | Lærere | TAP |
| ---- | ------ | ------ | --- |
| 2006 | 280    | 33     | 14  |
| 2007 | 310    | 37     | 14  |

## Eksterne links
- Gymnasiets hjemmeside: http://www.lemvig-gym.dk
- Elevernes eget skoleblad: http://www.gymnos.dk Arkiveret 10. januar 2016 hos  Wayback Machine

56°32′28.14″N 8°18′13.58″Ø / 56.5411500°N 8.3037722°Ø